# Leonora Armellini

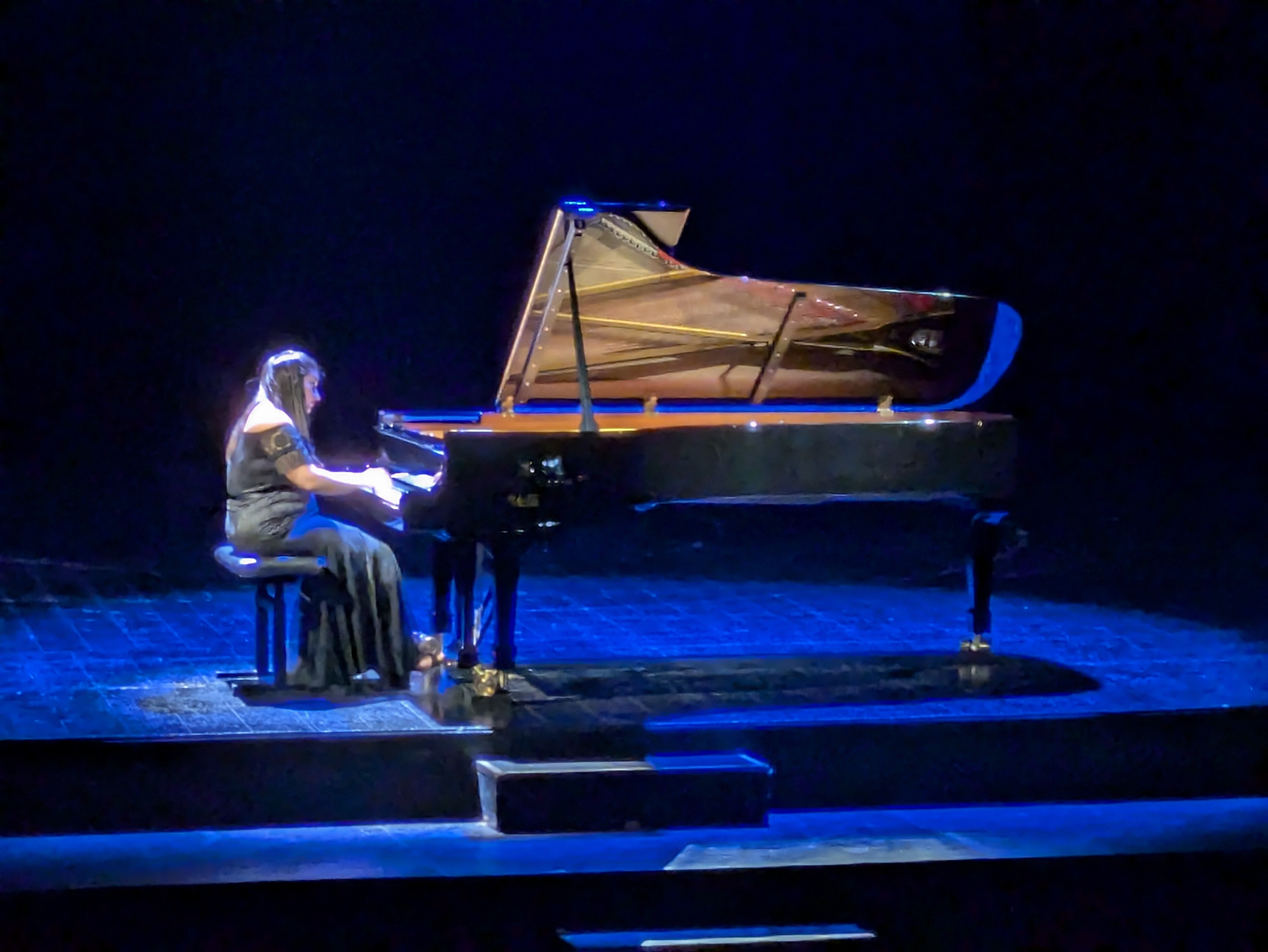
Leonora Armellini

Leonora Armellini (* 25. Juni 1992 in Padua) ist eine italienische Pianistin.

## Leben
Leonora Armellini begann im Alter von vier Jahren mit dem Klavierspielen. Zunächst wurde sie von Laura Palmieri unterrichtet. 2009 schloss sie ihr Studium an der National Academy of Santa Cecilia in Rom bei Sergio Perticarolimit mit Auszeichnung ab. Sie studierte danach an der Hochschule für Musik und Theater in Hamburg bei Lilya Zilberstein und besuchte Meisterkurse bei u. a. Marian Mika, Pietro De Maria, Elisso Wirsaladse, Jeffrey Swann, Claudio Martínez Mehner und Matti Raekallio. Daneben studierte sie Komposition am Konservatorium „C. Pollini“ in Padua bei Giovanni Bonato.

## Auftritte
Leonora Armellini ist weltweit in den renommiertesten Konzertsälen aufgetreten, z. B. im Sala Santa Cecilia in Rom, im Teatro Dal Verme in Mailand, im Teatro La Fenice in Venedig, im Teatro Piccinni in Bari, im Salle Cortot in Paris und – im Alter von 17 Jahren – in der Carnegie Hall in New York, und hat ihr Können als Solistin u. a. zusammen mit dem Orchester des Teatro Giuseppe Verdi in Triest, dem Turin Philharmonic Orchestra, dem Orchester des Teatro La Fenice, dem Kammerorchester Kiew und dem Ukrainischen Nationalorchester unter Dirigenten wie beispielsweise Claudio Scimone, Zoltán Peskó, Anton Nanut, Alexander Rabinowitsch-Barakowski, Damian Iorio, Daniele Giorgi, Giordano Bellincampi, Christopher Franklin, Corrado Rovaris, Maximilian Warm, Raffaele Napoli oder Emilian Madey zu Gehör gebracht.
Sie widmet sich auch der Kammermusik, u. a. zusammen mit Jeffrey Swann, Sonig Tchakerian, Laura Marzadori und dem Trio Broz.

## Auszeichnungen
Leonora Armellini gewann u. a. 2009 den ersten Preis beim Internationalen Wettbewerb „Camillo Togni“ in Brescia und 2010 einen Sonderpreis beim Internationalen Chopin-Wettbewerb in Warschau. 2021 erreichte sie bei ihrer zweiten Teilnahme an diesem Wettbewerb den fünften Platz.

## Hörfunk und Fernsehen
Sie war an Fernsehsendungen für nationale und regionalen Sendeanstalten beteiligt und gab u. a. ein Solo-Recital im Rahmen des „Sunday Konzerte im Quirinale“ live in Italien auf Radio 3.

## Diskographie
Leonora Armellini hat u. a. beide Chopin-Konzerte mit dem „Padua and Veneto Orchestra“ unter Anton Nanut bzw. Alexander Rabinovich-Barakosky für die Velut Luna Recording Company eingespielt.